# WB 게임즈 몬트리올
WB 게임즈 몬트리올 주식회사(WB Games Montréal Inc.)는 캐나다 퀘벡주의 몬트리올에 본사를 둔 비디오 게임 개발사이며, 워너 브라더스 인터랙티브 엔터테인먼트의 자회사이다.

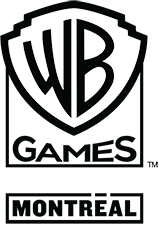
2020년까지의 WB 게임즈 몬트리올의 로고.